# Euphyia semifasciata
Euphyia semifasciata är en fjärilsart som beskrevs av Paul Dognin 1912. Euphyia semifasciata ingår i släktet Euphyia och familjen mätare. Inga underarter finns listade i Catalogue of Life.